# Звёздные врата: Вселенная
«Звёздные врата: Вселенная» (англ. Stargate Universe) — американско-канадский научно-фантастический телесериал, созданный Брэдом Райтом и Робертом С. Купером (при содействии Джозефа Маллоззи, Карла Биндера и других). Премьера сериала состоялась 2 октября 2009 года на телеканале Syfy Universal. В России впервые вышел на телеканале «ТВ-3» 2 июня 2010 года; с 13 января 2014 года телесериал запущен на российском подразделении телеканала Sony Sci-Fi. Является третьим по хронологии создания телесериалом в цикле «Звёздные врата» (после телесериалов «Звёздные врата: SG-1» и «Звёздные врата: Атлантида»). После выхода двух сезонов сериала работа над ним была прекращена.

## Производство
Как предполагалось, «Звёздные врата: Вселенная» должен был дебютировать как двухчасовой кинофильм в начале 2009 года.
По словам Роберта Купера, сериал «Звёздные врата: Вселенная» сохранял дух «Звёздных врат», но открывал полностью новую вселенную. «Вселенная» — полностью отдельная, независимая реальность, в отличие от сериала «Звёздные врата: Атлантида», который создавался как спин-офф оригинального сериала. Продюсер Джозеф Маллоззи заверял, что «Вселенная» не только восхитит старых фанатов, но также привлечёт новых, и им не обязательно будет уметь разбираться в тонкостях сложившейся мифологии «Звёздных врат».
Показ сериала «Звёздные Врата: Вселенная» начался осенью 2009 года с большим актёрским составом и стилем, отличным от двух предыдущих воплощений бренда. Создатели сериала Брэд Райт и Роберт С. Купер выразили желание сделать что-нибудь другое после более чем 300 часов «Звёздных врат» и разработали третью постановку бренда, которая была более мрачной, реалистичной драмой.
Первоначально планировалось, что сценарий к пилотному эпизоду будет написан продюсерами Брэдом Райтом и Робертом Купером летом 2007 года, и уже в 2008 году состоится премьера. Однако съёмки начались только 4 февраля 2009 года. Телешоу снималось в студии Бридж, находящейся недалеко от Ванкувера в Британской Колумбии.

## Сюжет
Таинственный девятый шеврон переносит команду исследователей с Земли на беспилотное судно древних с названием «Судьба» (англ. Destiny), где выясняется, что возврата на Землю нет. Команде предстоит приспособиться к жизни на борту судна, несущего их в далёкие уголки Вселенной по проложенному Древними курсу и, возможно, свыкнуться с мыслью, что этот корабль станет их домом и тюрьмой до последних секунд их жизней. Опасность, приключения и надежда, которые они находят на борту «Судьбы», проявят, кто среди них герой, а кто — злодей.
События сериала происходят в недалёком будущем, когда Земля имеет базы на других планетах. Однако в этот раз действие было перенесено на космическое судно, когда-то являвшееся частью эксперимента древних по распространению во Вселенной сети звёздных врат. Размещение врат во всём множестве галактик (с помощью других кораблей) было начальным этапом этого эксперимента. Вторым этапом, по планам древних, должно было стать исследование кораблём «Судьба» тех миров, на которых в ходе предыдущего этапа были размещены врата. Но во втором сезоне сериала выясняется, что главная миссия — изучить реликтовое излучение, которое, как оказалось, содержит в себе сложно структурированный сигнал, возможно, носит искусственный характер и скрывает тайну создания Вселенной. Однако, начав эксперимент миллионы лет назад, древние так и не довели его до конца из-за своего вознесения.

## Актёры и персонажи

### Основной состав
- Роберт Карлайл (Николас Раш — учёный, математик, криптограф, исследователь технологий древних)[9];
- Луис Феррейра (Эверетт Янг — полковник);
- Брайан Смит (Мэтью Скотт — лейтенант);
- Элиз Левек (Хлоя Армстронг — дочь сенатора США);
- Дэвид Блу (Илай Уоллес — молодой гений, разгадавший тайну девятого шеврона)
- Джамиль Уокер Смит (Рональд Грир — мастер-сержант);
- Элейна Хаффман — (Тамара Йохансен — лейтенант, фельдшер)
- Минг-На Вен (Камилла Рэй — начальник отдела кадров Международного Наблюдательного Совета по надзору за программой «Звёздные врата»)

### Второстепенный состав
- Лу Даймонд Филиппс (Дэвид Тэлфорд — полковник)
- Джулия Бенсон (Ванесса Джеймс — лейтенант)
- Карло Рота (Дэйл Сторм — глава Международного Наблюдательного Совета, начальник Камиллы Рэй)
- Луиза Ломбард (Глория Раш — умершая жена Николаса Раша, голограмма "Судьбы")
- Ричард Дин Андерсон (Джонатан «Джек» О’Нил — генерал-лейтенант)
- Майкл Шенкс (Дэниэл Джексон — учёный, египтолог, расшифровавший язык древних)
- Аманда Таппинг (Саманта Картер — полковник, командир земного крейсера «Джордж Хаммонд»)
- Дэвид Хьюлетт (Родни Маккей - гражданский учёный, член экспедиции на Атлантиду)
- Роберт Пикардо (Ричард Вулси - член Международного Наблюдательного Совета, текущий лидер экспедиции на Атлантиду.)

## Реакция

### Награды и номинации
| год  | номинация                | категория                                           | эпизод              |        |
| ---- | ------------------------ | --------------------------------------------------- | ------------------- | ------ |
| 2010 | Эмми                     | Лучшие визуальные эффекты                           | пилотный "Воздух"   |        |
| 2010 | Эмми                     | Лучшие визуальные эффекты                           | 11й эпизод "Космос" |        |
| 2010 | Gemini                   | Лучший драматический сериал                         |                     |        |
| 2010 | Gemini                   | Лучший актер в драматическом сериале Роберт Карлайл | эпизод «Человек»    |        |
| 2010 | Gemini                   | Лучший актер в драматическом сериале Луис Феррейра  | эпизод «Правосудие» |        |
| 2010 | Gemini                   | Лучшая режиссура драматического сериала Энди Микита |                     |        |
| 2012 | The Constellation Awards | Лучшая мужская роль Дэвид Блу                       | «Gauntlet»          |        |
| 2012 | The Constellation Awards | Лучшая мужская роль Роберт Карлайл                  | «Twin Destinies»    |        |
| 2012 | The Constellation Awards | Лучшая женская роль Алайна Хаффман                  | «Epilogue»          |        |
| 2012 | The Constellation Awards | Лучшая женская роль Минг-На                         | «Epilogue»          | Победа |
| 2012 | The Constellation Awards | Лучшее техническое исполнение                       |                     | Победа |
| 2012 | The Constellation Awards | Лучший научно-фантастический сериал 2011 г.         |                     | Победа |

## Список эпизодов
Эпизоды сериала «Звёздные врата: Вселенная» являются в смысловом плане как самостоятельными, так и частями одной истории, разбитой на несколько серий. По сравнению с предыдущими сериалами, основанными на «вселенной» «Звёздных врат», здесь больше сценарных идей, распространяющихся на весь сезон, и больше действующих лиц. Предполагалось, что сериал будет иметь три или более сезонов. Сериал состоит из двух сезонов по 20 эпизодов в каждом.

## Закрытие сериала
Канал SyFy 16 декабря 2010 года сообщил об отмене сериала «Звёздные Врата: Вселенная».
10 ноября 2011 года в своем твиттере Роберт Купер написал, что в данный момент ведёт переговоры с MGM для поиска другого канала который стал бы показывать сериал. Переговоры закончились отказом MGM.
Сюжетная линия второго сезона сериала осталась незаконченной. Для завершения сериала планировалось выпустить полнометражный фильм, однако, в апреле 2011 года, автор сценария и продюсер сериала Брэд Райт объявил, что производство фильма было отменено из-за временны́х ограничений.